# Колари (Финляндия)
Ко́лари (фин. Kolari) — община Финляндии, в западной части провинции Лаппи.

## География

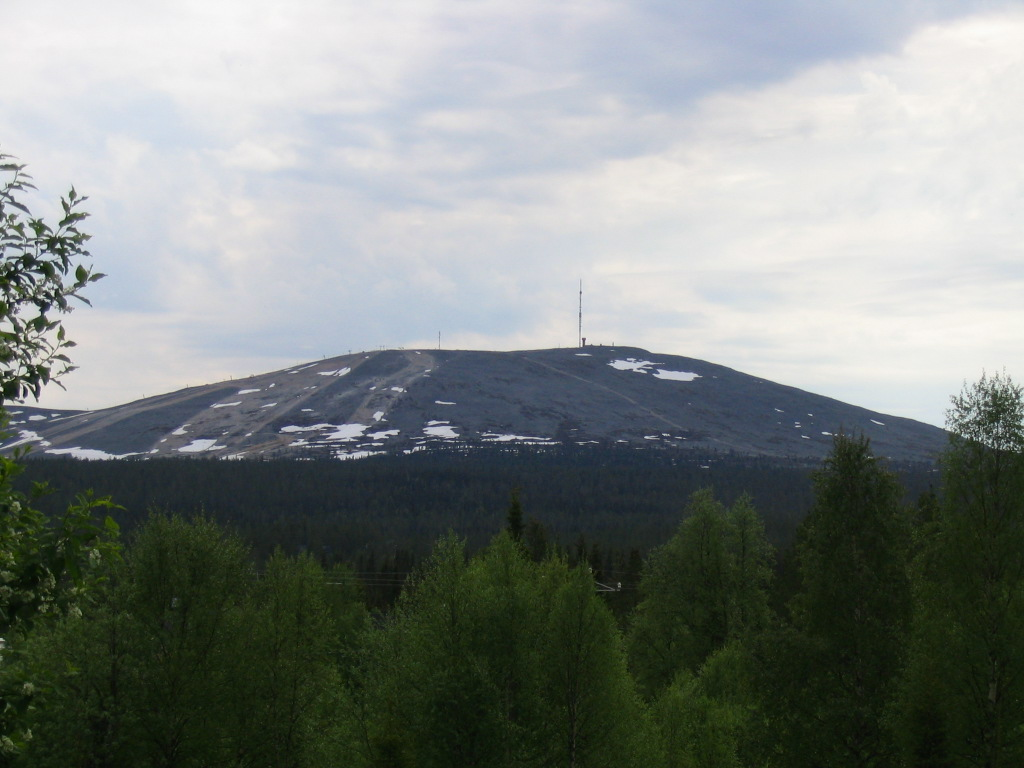
Сопка Юлляс

При площади 2617,76 км², Колари немногим больше такого государства как Люксембург. Община расположена в западной части финской Лапландии, в 86 км к северу от северного полярного круга. Колари граничит с финскими муниципалитетами Киттиля, Муонио, Пелло и Рованиеми, а также, на западе, через пограничные реки Торнионйоки и Муонионйоки — со шведской коммуной Паяла лена Норрботтен. Община входит в субпровинцию Фьельдовая Лапландия. Высшей точкой Колари является сопка Юлляс высотой 718 м над уровнем моря; другие горы включают: Лайниотунтури (613 м), Кесянкитунтури (517 м), Келлостапули (460 м), Куертунтури (443 м) и Пюхятунтури (441 м). Внутренние воды составляют лишь около 2 % от общей территории общины, что значительно меньше среднего по стране показателя 12 %. Озёра включают: Пасмаярви, Аалиярви, Лауккуярви, Вааттоярви, Ломполоярви, Венеярви, Экясломполо и Пакаярви, все они довольно маленькие.
На территории Колари находится часть территории третьего по величине национального парка Финляндии — Паллас-Юллястунтури. Община расположена в 164 км от Рованиеми, 196 км от Торнио, 320 км от Оулу и в 926 км от столицы страны, города Хельсинки.

## Население
По данным на 30 сентября 2012 года население общины составляет 3836 человек; на 2000 год оно составляло 3981 человек. Плотность населения — 1,5 чел./км² Единственным официальным языком общины является финский, который считают родным 98,5 % населения. 0,7 % населения Колари считают родным шведский язык; 0,1 % — саамские языки и 0,8 % — другие языки. Лица в возрасте до 15 лет составляют 13,1 % населения; лица старше 65 лет — 20,2 %.
| 1970 | 1975 | 1980 | 1985 | 1990 | 1995 | 1998 | 2000 | 2002 | 2004 | 2006 | 2008 | 2010 | 2011 |
| ---- | ---- | ---- | ---- | ---- | ---- | ---- | ---- | ---- | ---- | ---- | ---- | ---- | ---- |
| 4962 | 5056 | 4905 | 5043 | 4721 | 4486 | 4118 | 3981 | 3911 | 3862 | 3792 | 3860 | 3810 | 3817 |

## Экономика
Сегодня экономика Колари основывается на туристической отрасли. Юлляс является известным международным горнолыжным курортом. Ранее в общине имелся цементный завод, однако он был закрыт ещё в 1980-е годы. На территории Колари имеются значительные запасы железной руды. Существуют планы по добыче руды и строительству в общине горно-обогатительных комбинатов.

## Деревни
Колари, Айтамяниккё, Хиетанен, Каттиламаа, Коларинсаари, Койвула, Койвумаа, Куртаккo, Лаппеа, Лиеторова, Луосу, Луоватус, Пасмаярви, Рито-ойя, Руокоярви, Сааренпудас, Саммалваара, Сиеппиярви, Таапаярви, Ханнукайнен, Теураярви, Пойккиярви, Вааттоярви, Венеярви, Венетти, Вяюлянпяя, Юлиненваара, Юллясярви, Экясйокисуу, Экясломполо.

## Политика
| Партия                | Результаты выборов 2008 | Места |
| --------------------- | ----------------------- | ----- |
| Финляндский центр     | 43,9 %                  | 10    |
| Левый союз            | 34,6 %                  | 7     |
| Национальная коалиция | 10,7 %                  | 2     |
| Социал-демократы      | 10,8 %                  | 2     |

## Известные жители
- Пертти Теураярви, лыжник, чемпион Зимних Олимпийских игр 1976, бронзовый призёр Зимних Олимпийских игр 1980 в эстафете 4х10 км.

## Города-побратимы
- Умба[7]

## Галерея

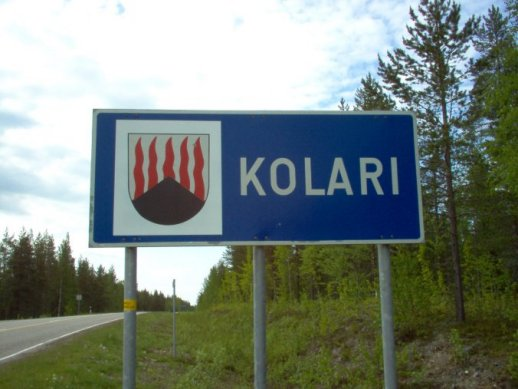
Знак на въезде в муниципалитет
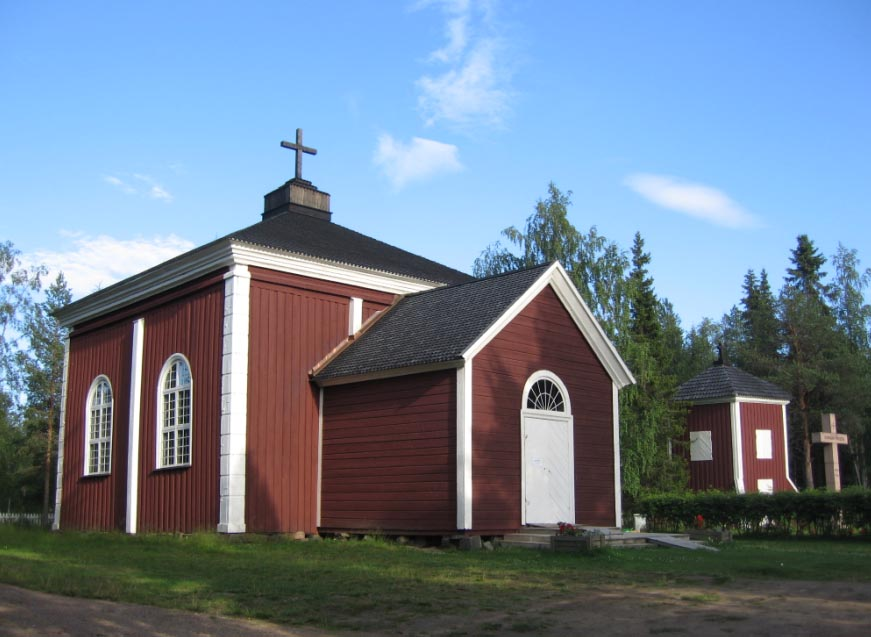
Старая церковь Коларинсаари (1818 года, отреставрирована в 1976)
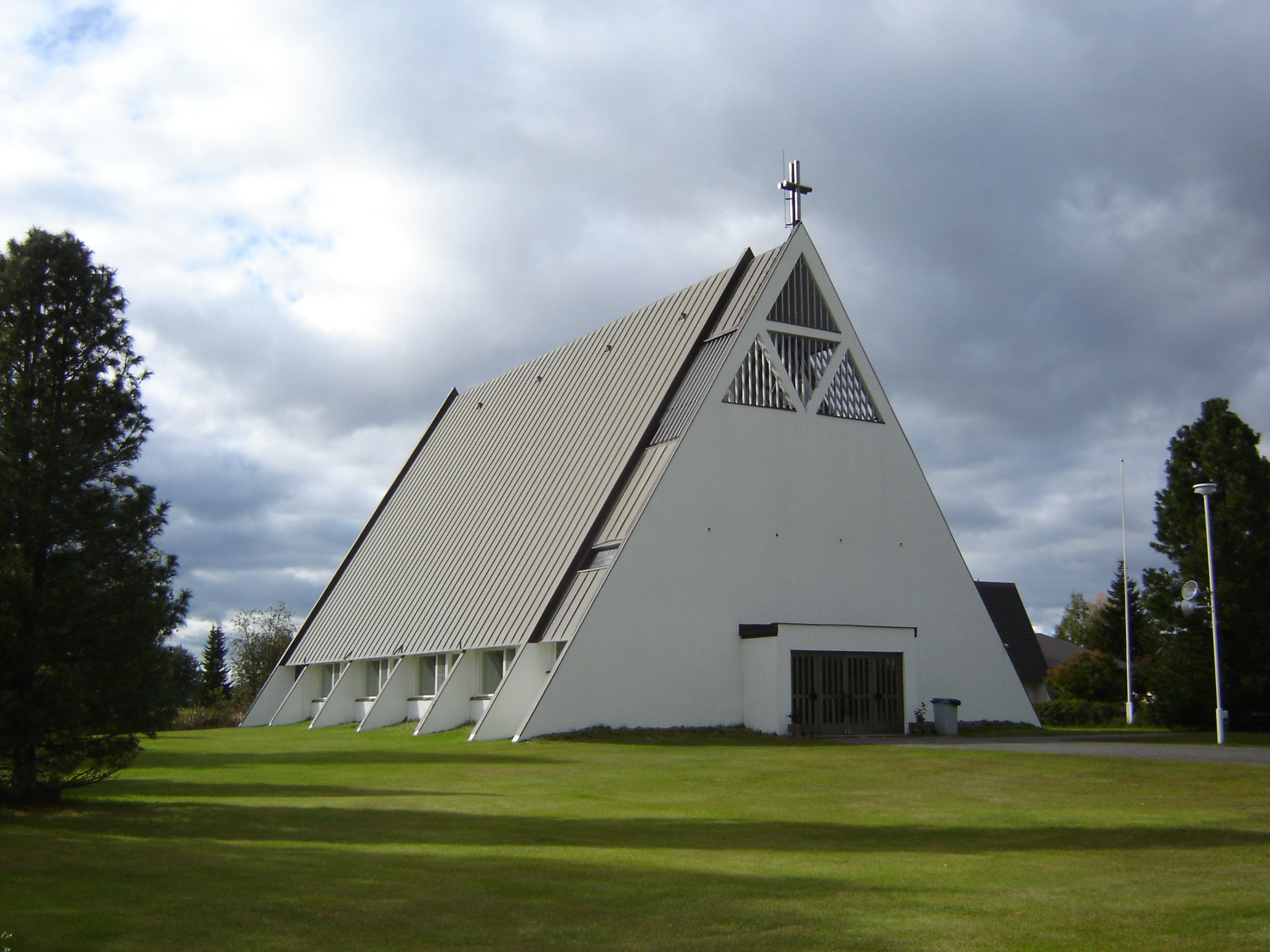
Современная церковь Колари (1965 года)
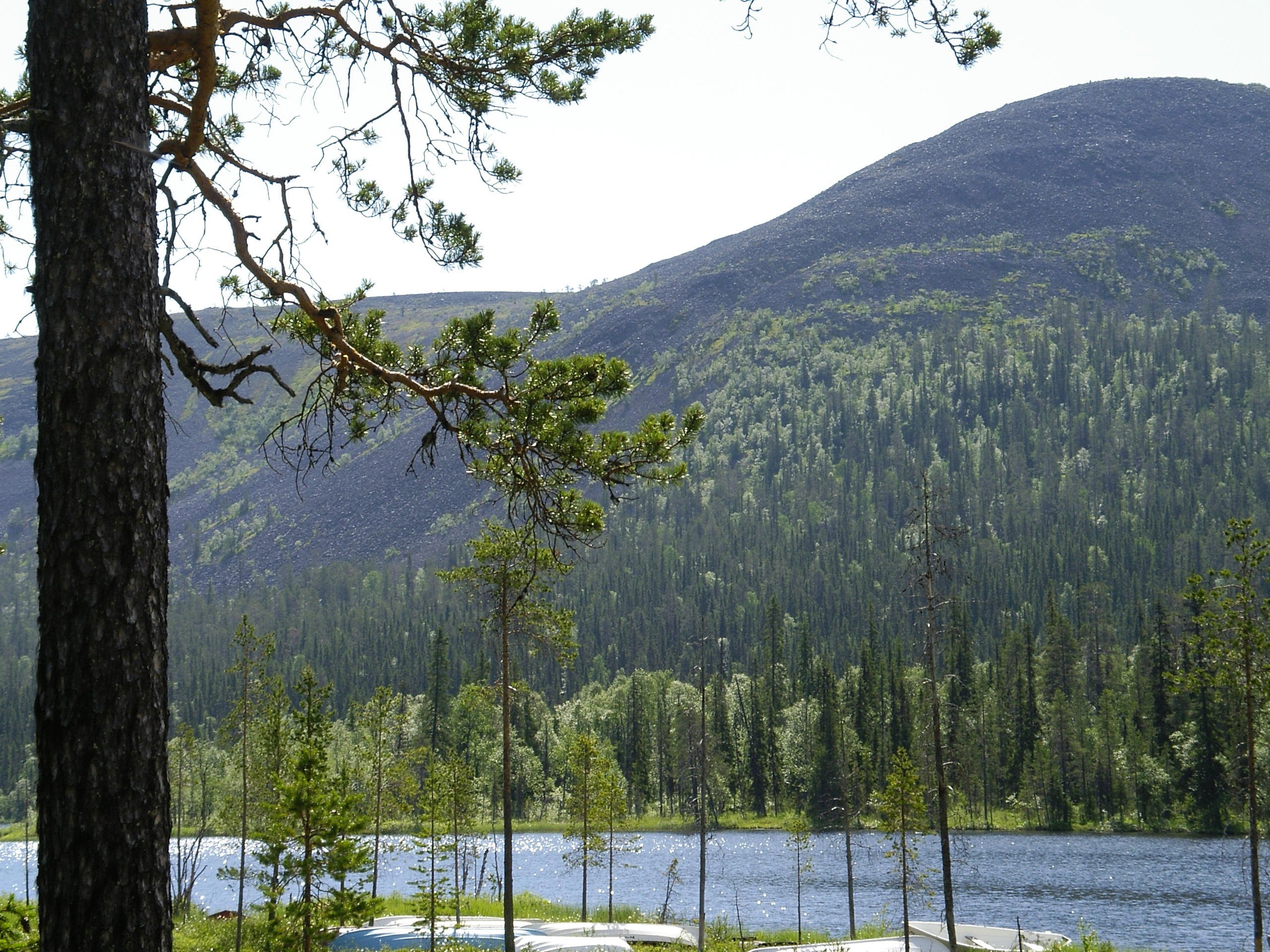
Озеро Кесянкиярви и подножия сопки Юлляс (или Кесянки)
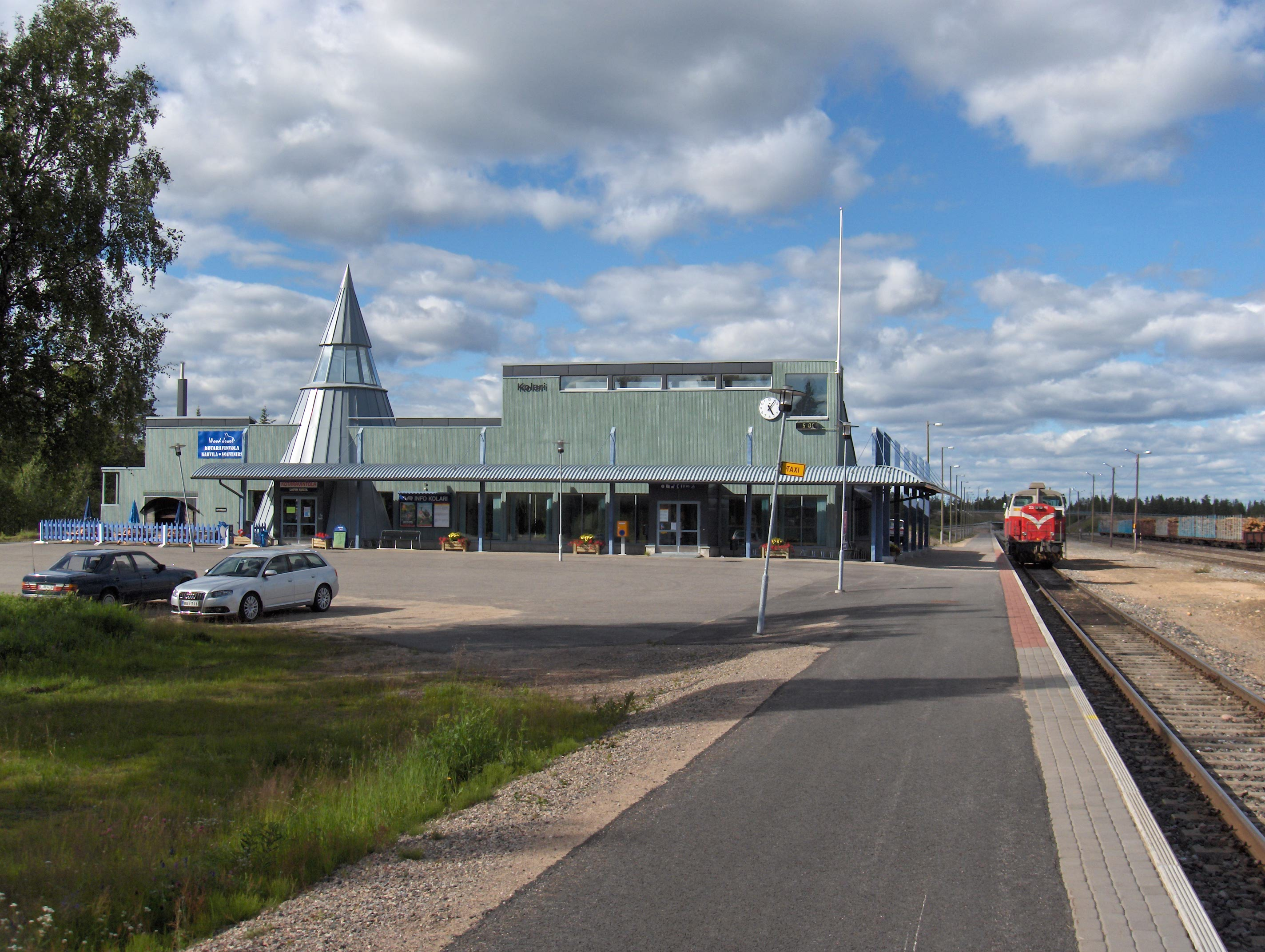
Железнодорожная станция Колари